# Ху Хайцин
Ху Хайцин (на китайски: 胡海青, с пинин: Hú Hǎiqīng) е второто дете на Ху Дзинтао и Лиу Юнцин. Родена е през 1972 г. Има по-голям брат Ху Хайфън.
През 1993 г. завършва престижния университет Цинхуа по специалността „отоплителен инженер“. Заминава в САЩ, където следва от 1992 до 2000 г.  инкогнито под името Ху Сяо Хуа (на китайски: “胡晓桦”, с пинин Hu Hsiao Hwa）, за да се дипломира и там, а съгласно друга версия е следвала за кратко и в Белгия. Работи в компанията Цинхуа Тунфън (на китайски: 清华同方, с пинин: Qīnghuá Tóngfēng) към университета Цинхуа. През 2004 г. завършва China Europe International Business School със степента MBA (магистър по бизнес администрация).
Около 1999 г. тя вече се опитва да купи няколко болници, принадлежащи на Харбинския медицински университет.
През март 2003 г. се омъжва за 40-годишния  интернет-предприемач Мао Даолин, чието бивше предприятие е едно от най-големите, включени в борсовия индекс NASDAQ. Сватбата се с е състояла тайно и държавните китайски медии не са я споменали. Меденият месец се провежда в САЩ.